# Rolf Sulanke
Rolf Sulanke (* 29. Mai 1930 in Berlin; † 23. Mai 2024) war ein deutscher Mathematiker, der sich mit Geometrie beschäftigte.

## Werdegang
Sulanke besuchte das Kaiserin-Augusta-Gymnasium in Berlin-Charlottenburg und studierte nach dem Abitur 1949 zunächst Chemie und dann Mathematik an der Humboldt-Universität Berlin. Nach dem Diplom 1955 war er wissenschaftlicher Assistent an der Humboldt-Universität. 1960 promovierte er bei Hans Reichardt (Integralgeometrie ebener Kurvennetze) und wurde nach der Habilitation 1964 dort 1966 Dozent. 1975 wurde er Professor für Geometrie (1992 für Differentialgeometrie). 1995 wurde er emeritiert.
Sulanke beschäftigte sich mit Differential- und Integralgeometrie, aber auch mit Möbiusgeometrien, projektiver Geometrie, Cayley-Klein-Geometrien.
Zu seinen Doktoranden zählt Thomas Friedrich.

## Schriften
- mit Peter Wintgen: Differentialgeometrie und Faserbündel (= Hochschulbücher für Mathematik. Bd. 75). Deutscher Verlag der Wissenschaften, Berlin 1972 (ins Russische und Polnische übersetzt)
- mit Arkady Onishchik: Algebra und Geometrie. 2 Bände (= Hochschulbücher für Mathematik. Bd. 87 und 88). 2. Auflage, Deutscher Verlag der Wissenschaft, Berlin 1986, 1988.
- mit Arkady Onishchik: Projective and Cayley-Klein Geometries, Springer 2006